# Résolution 113 du Conseil de sécurité des Nations unies
Membres permanents
- Chine (Taïwan)
- États-Unis
- France
- Royaume-Uni
- URSS

Membres non permanents
- Australie
- Belgique
- Cuba
- Iran
- Pérou
- Yougoslavie

Résolution no 112 Résolution no 114
La résolution 113 du Conseil de sécurité des Nations unies est une résolution du Conseil de sécurité des Nations unies adoptée le 4 avril 1956.
Cette résolution, la troisième de l'année 1956, relative à la question de la Palestine, rappelant les résolutions 107, 108 et 111, constatant qu'en dépit des efforts du chef d'état-major des mesures n'ont pas été prises,
- considère que la situation actuelle, en violation avec les accords conclus, constitue une menace pour la paix,
- demande au secrétaire général d'étudier les divers aspects de la mise en application des quatre conventions d'armistice,
- demande au secrétaire général de s'entendre avec les parties pour adopter des mesures devant réduire la tension actuelle, et en particulier :
  - que les parties retirent leurs forces des lignes de démarcation,
  - qu'elles donnent aux observateurs pleine liberté de mouvement,
  - qu'elles s'entendent localement pour prévenir les incidents;
- requiert les parties à la convention d'armistice général de coopérer à la mise en œuvre de la présente résolution,
- demande au secrétaire général de faire un rapport au conseil de sécurité des suites données à la présente résolution.

La résolution a été adoptée à l'unanimité.

## Texte
- Résolution 113 sur fr.wikisource.org
- Résolution 113 sur en.wikisource.org